# Paul-Gerhardt-Kirche (Mannheim)

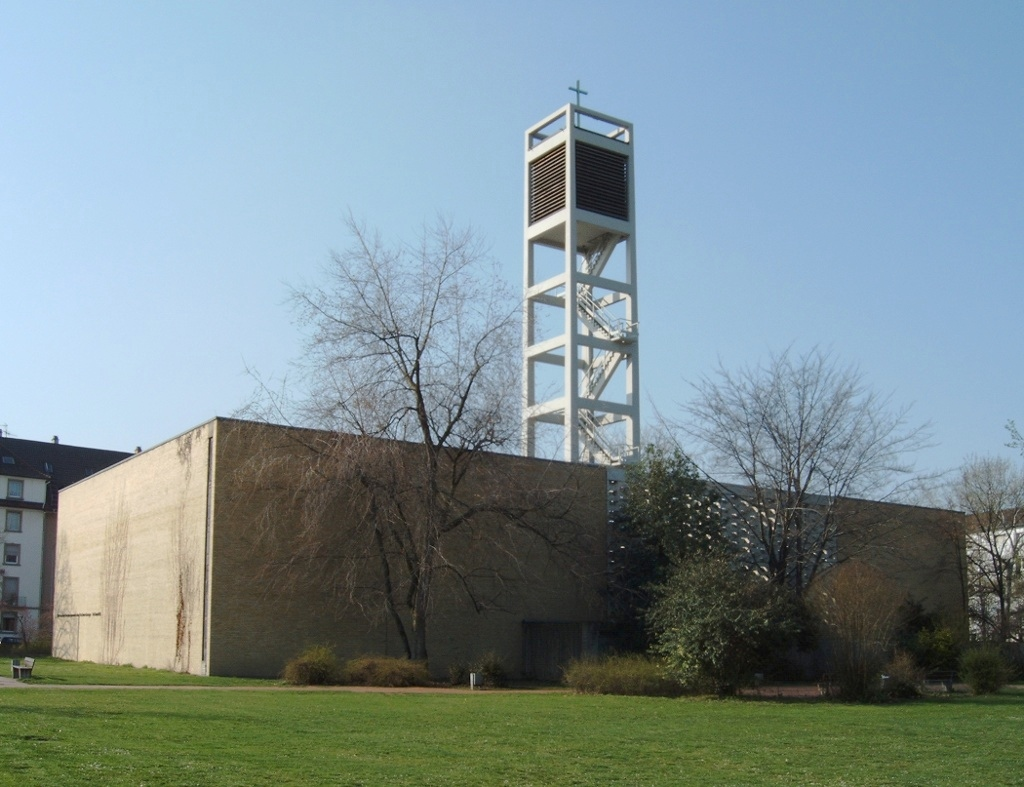
Paul-Gerhardt-Kirche

Die Paul-Gerhardt-Kirche ist eine evangelische Kirche im Mannheimer Stadtteil Neckarstadt-West. Sie wurde zwischen 1959 und 1961 nach den Plänen von Gerhard Schlegel und Reinhold Kargel erbaut.

## Geschichte
Gegen Mitte des 19. Jahrhunderts wurde durch die wachsende Bevölkerung das alte Stadtgebiet Mannheims zu klein, so dass die Wohnbebauung allmählich auf die rechte Neckarseite, die heutige Neckarstadt, übergriff. Für die evangelischen Einwohner wurde 1875 ein Vikariat eingerichtet und 1884 die Lutherkirche erbaut, die aufgrund des rasanten Bevölkerungswachstums bereits nach zwanzig Jahren durch einen größeren Neubau ersetzt wurde. 1888 wurde die erste und 1904 die zweite Pfarrei an der Lutherkirche eingerichtet. Auch danach stieg die Einwohnerzahl weiter schnell an, so dass 1925 die dritte Pfarrei, die sogenannte Westpfarrei, errichtet wurde. 1931 wurde für sie in der Eggenstraße, der heutigen Paul-Gerhardt-Straße, ein Gemeindezentrum erbaut.
Im Laufe der Zeit erwies es sich als unpraktisch, dass sich drei Pfarreien eine Kirche teilen mussten und zudem die Lutherkirche außerhalb der Gemeindegrenzen der Westpfarrei lag. 1955 benannte sich die Gemeinde nach dem Kirchenlieddichter Paul Gerhardt und 1959 wurde der Grundstein für eine eigene Kirche gelegt. Das neue Gotteshaus wurde am 12. März 1961 eingeweiht. 1971 wurde Hilde Bitz Pfarrerin der Paul-Gerhard-Gemeinde. Sie war die erste Pfarrerin in der Evangelischen Landeskirche in Baden und blieb bis 1982 in der Neckarstadt.

## Beschreibung

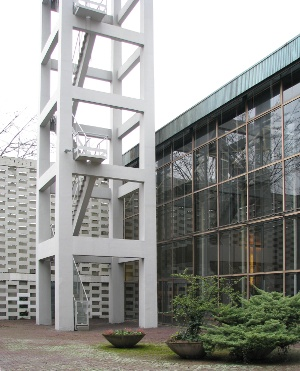
Innenhof

Die Paul-Gerhardt-Kirche steht im Norden von Neckarstadt-West an der vielbefahrenen Waldhofstraße. Die Architekten reagierten auf diese Situation mit einem zur Straße geschlossenen Kubus. An der abgewandten Seite folgt das Gemeindehaus, das mit der Kirche mit einem Innenhof verbunden ist. Im mit Betonwabenwänden verschlossenen Hof stehen ein Brunnen und der offene Glockenturm. Das Geläut besteht aus drei Glocken, die 1960 in der Glockengießerei Bachert in Karlsruhe gegossen wurden. Die große Glocke "Golgatha" erklingt mit dem Nominal c´, die mittlere Glocke "Wartburg" mit dem Nominal es´und die kleine Glocke "Lübben" mit dem Nominal f´. Die drei äußeren Wände der Kirche sind mit gelbem Klinker verkleidet. An der Südseite ist eine Inschrift angebracht, die aus dem Paul-Gerhardt-Lied Geh aus, mein Herz, und suche Freud (EG 503/RG 537/AK 658/F&L 493) zitiert:
Mein Herze soll sich fort und fort an diesem und allem Ort zu Gottes Lobe neigen
Die Wand zum Innenhof hingegen ist komplett verglast, so dass der Blick auf das Gemeindehaus fällt, an dem sich ein Schiefermosaik von Blasius Spreng befindet. Der Innenraum ist mit rotem Ziegelmauerwerk verkleidet. An der Decke befindet sich eine sichtbar belassene Konstruktion aus Stahlrohr-Oktaedern.